# Lancia Megagamma
El Lancia Megagamma es un prototipo de automóvil de la marca italiana Lancia, presentado en el año de 1978 en el Salón del Automóvil de Turín, diseñado y construido por la compañía de diseño Italdesign. Su particular diseño es considerado como el precursor de los monovolúmenes modernos.

## Características
El monovolumen Lancia Megagamma es un prototipo creado bajo el concepto de satisfacer las necesidades de las familias, con una cabina espaciosa en un paquete exterior compacto. El automóvil nunca llegó a la producción, porque se consideraba demasiado arriesgado para Fiat y su director general Umberto Agnelli.
El Nissan Prairie (1981) fue el primer automóvil de producción que encaja en la filosofía de los monovolúmenes modernos, tomando gran parte de las ideas del Megagamma, seguido luego por modelos como el Mitsubishi Chariot, Renault Espace, Honda Shuttle, Dodge Caravan, Plymouth Voyager, Renault Scénic y Volkswagen Touran entre otros. 
El Megagamma equipaba un motor Lancia 2.5 litros SOHC de 4 cilindros equipado con un sistema de inyección Bosch L-Jetronic. generaba  alrededor de 140 CV (100 kW 140 CV) a 5400 rpm y 209 Nm (154 ft · lbf) a 3000 rpm de torque. Se trataba de un motor delantero y tracción delantera sobre la plataforma Gamma de Lancia.